# What’s This For...!
What's THIS For...! – drugi studyjny album zespołu Killing Joke. Został wydany w czerwcu 1981 przez E.G. Records. Odnowiona wersja tej płyty, wraz z utworami bonusowymi, została wydana przez wydawnictwo Virgin Records (część EMI) w 2005 roku.

## Spis utworów
Wszystkie utwory autorstwa Killing Joke.
1. "The Fall of Because" – 5:12
2. "Tension" – 4:33
3. "Unspeakable" – 5:20
4. "Butcher" – 6:11
5. "Follow the Leaders" – 5:37
6. "Madness" – 7:43
7. "Who Told You How?" – 3:37
8. "Exit" – 3:42
9. "Follow the leaders" (dub)* – 4:06
10. "Madness" (dub/unreleased)* – 7:28
11. "Brilliant"** – 3:58

(*, **) Utwory bonusowe na odnowionym wydaniu CD (Virgin Records/EMI, 2005).

(*) Utwory bonusowe na odnowionym wydaniu w postaci podwójnej płyty gramofonowej (Let Them Eat Vinyl, 2008).

## Skład zespołu
- Jaz Coleman – śpiew, syntezator
- Kevin "Geordie" Walker – gitara
- Martin "Youth" Glover – gitara basowa
- Paul Ferguson – perkusja, śpiew

## Trivia
Paz Lenchantin słuchała tego albumu nagrywając płytę Mary Star of the Sea wraz z zespołem Zwan w 2003 roku. Artystkę można zobaczyć na promocyjnym DVD, gdy trzyma w rękach właśnie tę płytę.